# Chatchai Kumpraya
Chatchai Kumpraya (thailändisch ฉัตรชัย คุ้มพญา, * 3. April 1984 in Suphan Buri), auch als Chai (thailändisch ชัย) bekannt, ist ein ehemaliger thailändischer Fußballspieler.

## Karriere
Das Fußballspielen erlernte Chatchai Kumpraya in der Jugendmannschaft vom Suphanburi FC. Hier unterschrieb er 2005 auch seinen ersten Vertrag. 2011 wechselte er zum Zweitligisten Bangkok United. Mit dem Verein stieg er 2012 in die Erste Liga auf. Die Rückrunde 2016 wurde er an den Ligakonkurrenten Chainat Hornbill FC ausgeliehen. Der Verein belegte am Ende der Saison den 17. Tabellenplatz und musste somit den Weg in die Zweitklassigkeit antreten. 2017 wurde er von Chainat fest verpflichtet. Chainat wurde 2017 Meister der Zweiten Liga und stieg somit in die Erste Liga auf. Nach über 100 Spielen für Chainat beendete er im Juni 2022 seine Karriere als Fußballspieler.

## Erfolge
Chainat Hornbill FC
- Thailändischer Zweitligameister: 2017  ▲